# Gewerkschaften in Rumänien
Die Gewerkschaften in Rumänien gehören fünf verschiedenen Gewerkschaftsbünden an (in Klammern jeweils: Mitgliederzahlen, Zugehörigkeit zu einem Internationalen Gewerkschaftsverband):
- Confederaţia Naţională Sindicală ›Cartel Alfa‹, CNS Cartel Alfa (Nationaler Gewerkschaftsbund ›Cartel Alfa‹) (258.099, EGB, IGB)
- Confederaţia Naţională a Sindicatelor Libere din România Frăţia, CNSLRF Fratia (Rumänischer Nationaler Gewerkschaftsbund Frăţia) (304.842, EGB, IGB) (der größte der Verbände mit nach eigenen Angaben 325.000 Mitgliedern)[2]
- Blocul Naţional Sindical, BNS (Nationaler Gewerkschaftsblock), (259.428, EGB, IGB)
- Confederaţia Sindicală Naţională Meridian, CNS Meridican (Nationaler Gewerkschaftsbund Meridian) (254.280, CESI) und
- Confederaţia Sindicatelor Democratice din România, CSDR (Bund der demokratischen Gewerkschaften Rumäniens) (262.663, EGB, IGB).

Die Gesamtzahl der Mitglieder aller Verbände wird (Daten meist aus 2019/2020) mit ca. 1,33 Millionen angegeben. Das entspricht 26,8 Prozent aller rumänischen Beschäftigten Ende 2019.

## Mitgliedsgewerkschaften, internationale Kontakte
Mitgliedsgewerkschaften der CNS Cartel Alfa sind u. a. ):
- Sindicatul National al Politistilor si Personalului Contractual din Romania (Nationale Union der Polizisten und des Vertragspersonals) (43975, EPU);
- Federatia Asigurari si Banci (Versicherungs- und Bankengewerkschaft) (13.000, UNI-Europa, UNI Global Union);

Mitgliedsgewerkschaft der CNSLRF Fratia sind u. a.:
- Federatia Sanitas (Gesundheitsgewerkschaft) (EPSU, PSI);
- Federatia Sindictelor Independente, FSI Spiru Haret (Verband unabhängiger Gewerkschaften)  (72.662, ETUCE, EI);
- Federatia Sindicatelor »Gaz Romania«, FS Gaz Romania (Gewerkschaftsbund »Gas Rumänien«)  (18.000, IndustriALL Europa, IndustriALL Global Union).

Mitgliedsgewerkschaft der BNS ist u. a.:
- Federaţia Naţională a Sindicatelor din Agricultură, Alimentaţie, Tutun, Domenii şi Servicii Conexe »AGROSTAR«, Federatia AGROSTAR (Gewerkschaftsverband für Landwirtschaft, Ernährung, Tabak, und Dienstleistungen) (63.251, EFFAT, IUL).

Mitgliedsgewerkschaft der CSDR ist u. a.:
- Federatia Sindictelor Libere din Invatamant, FSLI (Föderation der freien Gewerkschaften im Bildungswesen) (162.194, ETUCE, EI).

Keinem der Bünde gehört u. a. an:
- Federatia Sindicatelor din Constructii de Masini Infratirea, FSCMI Infratirea (Gewerkschaftsbund im Maschinenbau) (22.720).

## Situation der Gewerkschaften
Durch das Gesetz über den sozialen Dialog von 2011 wurden die Tarifverhandlungen auf nationaler Ebene und nationale Mindestlöhne abgeschafft. Eine spätere Reform dieses Gesetzes machte Branchentarifverträge von einer Tarifabdeckung von mindestens 50 Prozent des verhandelnden Sektors abhängig. Seither sind die Arbeitsbeziehungen in Rumänien durch Konzentration der Tarifverhandlungen auf Unternehmensebene gekennzeichnet. Die Gesamt-Tarifabdeckung beträgt nur noch 15 Prozent der rumänischen Arbeitnehmer. 2018 war nur noch ein einziger Branchentarifvertrag für den voruniversitären Bildungssektor gültig. Die Arbeitnehmer werden alternativ entweder durch Gewerkschaftsvertreter oder – weitaus seltener – durch gewählte Betriebsräte vertreten. Beide haben ähnliche Rechte.